# 角海浜
角海浜（かくみはま）は、越後毒消しの里として知られる、新潟県新潟市西蒲区の巻地区の日本海沿岸部に所在する町字またはその地域に在る砂浜海岸である。
現在の同地域は、廃村状態になっており、海岸浸食が酷く、浜に降りるのも難しい状態となっている。

## 詳細
角海浜は、西方の50m程度の海岸線を有する砂浜海岸とその他三方の山地に囲まれた一帯で、【旧】角海浜村域でもあった。
この集落の起源は複数存在する。
能登国鳳至郡滝深見村から朝倉氏の残党が江戸時代に織田氏の圧政に耐え兼ねて、滝深山施薬院称名寺に率いられて定着したとする説や元々は五ヶ浜村の小字としての角海であったが1608年に分村したという説や角海を隠れるの意に解した落人集落であるという説も有る。

### 波欠けと山崩れ
この角海浜では、波欠け（マクリダシ）と呼ばれる、この地域特有の、海岸の土砂を根こそぎ奪っていくという現象が数十年に一度の周期で発生してきた。波欠けは、極めて局地的で稀な、緩斜面である海底に何らかの理由で形成された瀬や窪みに因って生じた磯波と海水を沖へと押し出す循環流が急激に砂を移動させる海岸浸食現象である。この現象によって家屋等が倒壊し埋没してしまうことが度々起こった。更に、残った僅かな耕地も山崩れ（ヤマダシ）で狭められていき、ついにそのほとんどが失われてしまった。
1607年（慶長12年）においては、角海浜は約200mの海岸線長を有し、250戸の家屋や塩田が在ったようだが、1902年（明治35年）にはその家屋数は92戸まで減少していた。その頃には護岸工事が陳情されたが叶わず、これらの現象に因る被害は続き、1969年には角海浜の戸数は遂に一桁にまで落ち込んだ。
また、繰り返される波欠けで海岸線は現在までに嘗てのそれより600m以上も後退してしまった。

### 越後毒消し
北前船の寄港地である一方で陸上交通が不便な地域である角海浜は、慶長期にあっては、越後毒消しの発祥の地となった。
この毒消しの起源は、弥彦神霊授与説や城願寺唐人伝授説などの諸説が在るが、少なくとも1609年当時の角海浜に在った寺院の称名寺にまで遡れる。越後平野は度々洪水の被害に遭ったが、そこから山を越えた所に在る角海浜は水害とは無縁であったことが発祥となった理由として考えられている。
称名寺の庫裡で作られたこの毒消しは、硫黄・菊名石・隠元豆（白扁豆）・甘草・天瓜粉（天花粉）が処方されており、食中毒・便秘・下痢に効能を持つ生薬であった。

後に、この薬は丸剤『毒消し丸』等の多くの商標を生み出すこととなった。
その当時は、寺院や名家には必ずと言って良いほどに伝薬が有り、布教のために、人々の求めに応じて施薬していた。

称名寺で作られたこの薬は、江戸時代末期の1840年に同寺の借財解決のためにその檀家以外にも広く頒布されるようになり、城願寺や滝澤家でも作られるようになった。その後の1846年には同村の滝深庄左エ門に製造権と販売権が譲渡された。そして、彼を筆頭とした角海浜の男性がこの薬で他国稼ぎの行商を始め、施薬元と売り子から成る独特の販売方式が創り出された。明治維新で関所が廃止された（女性の行商禁制の撤廃）後には、女性の参加によって飛躍的な発展を遂げた。
この頃、波欠けで海岸浸食が進んで農地を失った村では農業だけでは生計が成立し難く、多くの女性が義務教育を修了すると、一家の現金収入を得るために日本中の都市部で毎年長期間の集団生活で、薬売りの行商に従事した。
この全盛期は明治末期から昭和初期にかけてで、その頃には角海浜周辺の自然条件の類似した集落（角田浜・五ケ浜・越前浜・四ツ郷屋・他）からもたくさんの女性が従事していた。それらの集落を合わせると、例えば、1928年には売り子の数は1125人に達し、1930年には親方694人および弟子1241人が存在した。波欠けや山崩れで土地を失った女性のなかには、『毒消し娘』としてこの行商に携わった人も多かった。
第二次世界大戦終戦後の1948年12月に薬事法の施行で薬の現金取引行商が禁止されると、この行商人を取り巻く環境は大きく変化した。当時の角田方面の行商人1800人あまりが配置販売業を余儀無くされ、起業のための資本や配給台帳の記載に関する不安から転職する行商人が続出した。翌1949年には浦濱村では、この産業の衰退に伴って、本籍人口の1500?1600人のうちの約500人が離村して世帯を持つ状態になった。また、毒消しの本場であった角海浜では、売り子は僅か11人のみという状況で、高齢化と過疎化が進行していた。更に、毒消し売りは新薬の進出や社会情勢の変化等で急速に衰微していった。
その後も、この毒消しは、新潟懸製薬の散剤『越後毒けし散』や関川製薬の『越後毒消丸』のように、企業によって少量ながら製造された。
特に、香林堂（現・吉田薬品工業）の丸剤『越後毒消丸』は2009年7月まで製造され続けた。
また、歌謡曲『毒消しゃいらんかね』は既述の毒消し売りの女性を歌ったものとして知られる。

### 原子力発電所計画
既に住民が僅か8世帯13人の高齢者のみという限界集落となっていた角海浜において、原子力発電所（東北電力巻原子力発電所）建設計画が立案された。1971年には本計画に基づく集団離村が行われ、1974年7月には最後の住人がこの地を去って完全に廃村となった。
最終的に地元の反対によって建設計画は頓挫し、現在では角海浜地区においては集落の面影は既に無く、その多くが東北電力の所有地になっており、同社の角海浜連絡所が建つのみである。

### 発掘調査
角海浜では巻原子力発電所計画に伴う緊急調査として、坊ヶ入墳墓・沙山遺跡（角海浜の中央に位置していた城願寺跡の深層から発見された村落跡）・植野家（城願寺に隣接した民家）の発掘調査が行われた。

これらは、いずれも波欠けによって砂中に埋没しており、廃棄された当時の状態を保ったまま発掘調査がなされることとなった。
このような近現代の民家跡の発掘調査は、当時としては、異例であった。
1980年の坊ヶ入墳墓の発掘では肥前焼の骨壺が出土した。1983年の沙山遺跡の発掘では中世の陶磁器類と共に鉄製の釣り針等の漁具や魚骨が出土し、全国的にも調査例の少ない14世紀から15世紀の漁村跡であることが判明した。その他には、植野家からは明治・大正・昭和の生活用品をはじめとする遺物が数多く見付かった。それらの報告書が1985年に刊行された。
なお、城願寺が所蔵していた古文書の籠島黒印状は、新潟市の指定文化財になっている。

## 鳴き砂現象
角海浜の砂には、鳴き砂海岸として有名な琴引浜に次いで、格段に石英の含まれる割合が高い。1960年代半ばまでの角海浜では鳴き砂が聞こえたが、角海浜隧道の南方に在る大通川放水路（樋曾山隧道・新樋曽山隧道・新々樋曽山隧道）の各吐口から日本海に排出される泥に因る汚染で、現在の角海浜の砂はそのままでは鳴かない。
角海浜では角海の鳴き砂をよみがえらそう会が鳴き砂を復活させようとしているが、これは頓挫している。

## 沿革
- 1901年11月1日 ‐ 西蒲原郡五ヶ浜村と合併して浦浜村の大字となる[24]
- 1955年1月1日 ‐ 西蒲原郡巻町の新設でその大字となる[24]
- 2005年10月10日 ‐ 合併により新潟市の大字となる[24]
- 2007年4月1日 ‐ 新潟市の政令指定都市への移行に伴って西蒲区の大字となる[24]

現在の角海浜は、北から東回り順に五ヶ浜・福井・樋曽・間瀬の町字に隣接している。